# Старые Томешты
Старые Томешты (рум. Tomeștii Vechi, Томештий Векь) — село в Глодянском районе Молдавии. Наряду с сёлами Балатина, Старые Клокочены, Липовец и Новые Томешты входит в состав коммуны Балатина.

## География
Село расположено на высоте 54 метров над уровнем моря.

## Население
По данным переписи населения 2004 года, в селе Старые Томешты проживает 40 человек (21 мужчина, 19 женщин).
Этнический состав села:
| Национальность | Число жителей | Процентный состав |
| -------------- | ------------- | ----------------- |
| молдаване      | 37            | 92.5              |
| русские        | 3             | 7.5               |
| Всего          | 40            | 100%              |